# Ali MacGraw
Pour les articles homonymes, voir McGraw.
Elisabeth Alice MacGraw, dite Ali MacGraw, née le 1er avril 1939 à Pound Ridge, dans l'État de New York, est une actrice et productrice américaine.

## Biographie

### Famille
Ali MacGraw est la fille de Richard MacGraw, un Américain catholique d'origine écossaise né dans le New Jersey et abandonné, orphelin à l'« enfance tragique » s'étant enfui en mer à l'âge de 16 ans et ayant étudié l'art à Munich, puis devenu, d'après sa fille, un père violent et sectaire ; et de Frances Klein (1901–1980), une mère juive d'origine hongroise, née en 1901 à Boston, fille de Moïshe Maurice Klein et de Pauline Donner de Budapest,. Frances ne divulgua pas son origine à son mari, par crainte de son fanatisme,. Ses parents, mariés sur le tard, sont tous les deux graphistes pour le commerce ou la publicité mais Frances, qui a étudié à Paris où elle a fréquenté l’avant-garde artistique avant de s'installer à Greenwich Village, considère son mari comme « le véritable artiste » du couple malgré sa frustration due au manque de succès de ses peintures. Elle a un frère, Richard junior, qui sera artiste.
Par manque d'argent la famille habite une maison dans une réserve sauvage de Pound Ridge avec un couple plus âgé, demeure où elle doit partager cuisine et salle de bain. Son frère et elle, parfois livrés à eux-mêmes, s'occupent à dessiner et enchaînent les petits boulots. Pour juguler les excès de son père particulièrement à l'égard de son frère, Elisabeth essaie d'être « la Fille Parfaite », dit-elle dans une interview,.

### Formation et débuts
Elle étudie d'abord à Rosemary Hall à Greenwich. Ensuite, élève boursière et brillante au Wellesley College près de Boston en 1956, où elle étudie l'histoire de l'art, elle commence à travailler en 1960 à New York après avoir obtenu son diplôme. Elle est assistante photographe au Harper's Bazaar, puis, pour le magazine Vogue, assistante pendant six mois auprès de Diana Vreeland à 54 $ par semaine. Elle devient top-model grâce à sa rencontre avec le photographe de mode Melvin Sokolsky (en) qui remarque sa beauté et son intelligence chez Vreeland et pour lequel elle travaille pendant six ans en tant que styliste photographique, améliorant ainsi son salaire mais toujours acharnée du travail. Grâce à lui, elle fréquente la scène arty new-yorkaise et rencontre notamment Coco Chanel, Salvador Dali ou la jeune Candice Bergen qui reste son amie, ainsi que d'autres mannequins. Elle a aussi travaillé en tant que décoratrice d'intérieur.
En 1966, Kitty D'Alessio, responsable des produits Chanel aux États-Unis, qui trouve Ali très belle, demande à Sokolsky si elle peut l'utiliser comme modèle. Des photos — qui lui font gagner deux fois son salaire de la semaine — sont prises sous une cascade à Porto Rico et la publicité où elle figure se retrouve dans toutes les pharmacies haut de gamme de New York où le jeune agent Marty Davidson la remarque et lui fait passer une audition avec le réalisateur Larry Peerce pour le film Goodbye Columbus, bien qu'elle lui soutienne qu'un tel film aurait besoin d'« une vraie actrice »,.

### Carrière

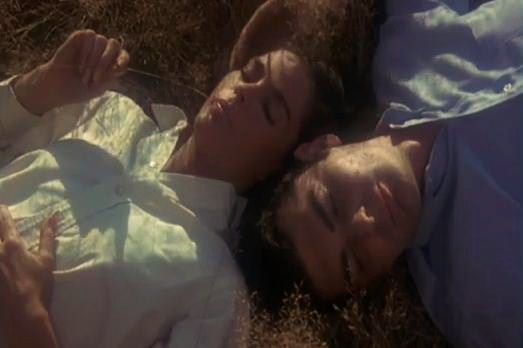
Ali MacGraw et Richard Benjamin dans Goodbye, Columbus, 1969

Ali MacGraw n'avait pas pensé être actrice bien qu'elle ait suivi quelques cours avec le mannequin et actrice Marisa Berenson. Elle se fait remarquer au cinéma en 1969 dans Goodbye Columbus adapté d'un roman éponyme de Philip Roth. Un succès critique et au box-office et sa beauté attirent l'attention du chef de studio Robert Evans qui tombe amoureux de MacGraw quand elle lui présente la nouvelle à succès d'Erich Segal, Love Story,. La célébrité vient, en 1970, avec l'adaptation cinématographique Love Story, film romantique pour lequel elle est nommée à l'Oscar de la meilleure actrice et fait la couverture du magazine Time.
Dès 1972, ses empreintes et son autographe sont gravés au Grauman's Chinese Theatre.
Devenu son second mari, Robert Evans l'incite à jouer dans Guet-apens de Sam Peckinpah où elle fait la connaissance de Steve McQueen et l'épouse.
Durant les années avec lui, il ne veut pas qu'elle travaille mais après s'être cantonnée à la maison et avoir élevé son enfant, elle revient au cinéma dans un échec du box-office en 1978, le film Convoy de Sam Peckinpah.
Elle apparaît ensuite dans les films Players (1979) et Just Tell Me What You Want (1980), réalisés par Sidney Lumet.
En 1985, MacGraw tient le rôle de Lady Ashley Mitchell dans 14 épisodes du feuilleton Dynastie, et admet dans une interview en 2011 qu'elle l'a fait pour l'argent.   

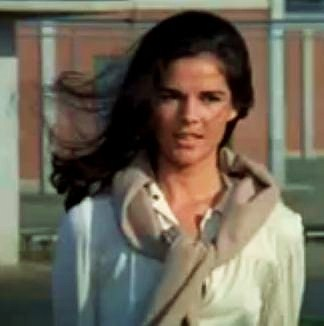
Ali MacGraw dans Guet-Apens.

Pressentie pour le rôle principal dans la série télévisée Remembrance, en 1987, elle est remplacée par Jane Seymour à cause de sa piètre prestation critiquée dans Winds of War en 1983 ; ses apparitions à l'écran se font plus rares ensuite et elle confie qu'elle a toujours détesté les caméras,.
En 2005, elle est membre du jury du 40e Festival international du film de Karlovy Vary, sous la présidence du réalisateur Michael Radford.
En 2006, elle fait ses débuts au théâtre sur la scène de Broadway à New York (à l'âge de 67 ans) dans la pièce Festen, inspiré du film du Danois Thomas Vinterberg, sorti en 1998, « l'expérience la plus effrayante de (sa) vie », dit-elle, à cause de la mémorisation du texte, qui lui a posé des difficultés.
En 2015, longtemps après Love Story, Ali MacGraw et Ryan O'Neal se retrouvent réunis sur scène pour lire les lettres de la pièce Love Letters de AR Gurney, qui débute sa tournée nationale au théâtre Wallis à Los Angeles.
Icône de la mode pour son style vestimentaire bohème « All-American » dans les années 1970,,, elle redevient en 2019, après un parfum de la même marque en 1966, égérie d'une montre Chanel.

#### Cachets
| Goodbye, Columbus | 1969 | 10 000 $  |
| Love Story        | 1970 | 22 000 $  |
| Convoy            | 1978 | 500 000 $ |

### Vie privée
Après l'avoir rencontré à Cambridge (Massachusetts) puis fréquenté pendant cinq ans, Ali MacGraw épouse en 1961 Robin Martin Hoen, un étudiant en histoire d'Harvard devenu banquier, et divorce le 4 juillet 1962,,,.
Dans les années 1960, elle entretient une relation avec le photographe Jordan Kalfus,,. À cette époque, elle devient un temps colocataire dans l'appartement occupé par la future illustratrice Barbara Nessim (en) et la future journaliste féministe Gloria Steinem.
En 1969, elle épouse le producteur Robert Evans ; leur fils, Josh Evans, né en 1971, devient acteur et réalisateur. Ils divorcent en 1972 mais restent amis, après qu'Ali MacGraw eut une aventure avec Steve McQueen sur le tournage de Guet-Apens (The Getaway) en 1972 mais elle avait déjà « été électrisée » par son regard avant même le début du tournage. Elle et Steve McQueen se marient en 1973 à Cheyenne (Wyoming) ; peu après, sur l'insistance de McQueen, Ali signe un contrat de mariage - qu'elle regrette plus tard car la laissant sans le sou - affirmant qu'en cas de divorce, elle renoncerait à tout droit sur son argent. Ils s'installent dans deux chalets séparés par un champ puis vivent ensemble cinq années avec les jeunes Josh Evans et Chad Mac Queen dans une villa au bord de la mer à Trancas Beach près de Malibu ; leur histoire d'amour tumultueuse défraie la chronique ; la possessivité, l'alcoolisme, la violence ou les infidélités de McQueen sont pénibles à celle qu'il appelle sa « petite intello de New York »,. Si les parents d'Ali MacGraw avaient apprécié Evans, ils appréciaient également McQueen avec lequel Richard MacGraw se saoulait de bière et se sentait proche du fait des similitudes de leur difficile enfance remplie de rage. Malgré la passion qui les anime l'un pour l'autre, ils divorcent en 1978. Steve McQueen meurt deux ans plus tard, en 1980.
Elle enchaine ensuite les relations avec l'acteur Warren Beatty, le musicien Rick Danko, l'acteur Bill Hudson, le directeur artistique Ronald Meyer (en), Fran Tarkenton, l'acteur Peter Weller (l'un des hommes les plus importants dans sa vie), Henry Wolf (en), le producteur Larry G. Spangler ou le professeur de yoga Rod Stryker (en) .
Elle arrive un jour sur le plateau du film Le convoi (1978) incapable de jouer à cause de la cocaïne et la tequila qu'elle avait absorbées. L'incident l'incite à arrêter la drogue. Dans son autobiographie parue en 1991, Une vie tremblée (Moving Pictures: An Autobiography), Ali MacGraw décrit ses déboires avec l'alcool et sa dépendance aux hommes. Pour guérir au moins de son alcoolisme, elle suit en 1986 une cure de désintoxication d'un mois au Betty Ford Center (Californie).
Au début des années 1980, un rabbin, rencontré sur un tournage en Yougoslavie (du feuilleton Le Souffle de la guerre, censé se dérouler durant la Seconde Guerre mondiale), lui confirme les racines juives de sa famille maternelle alors que sa propre mère ne lui a jamais dit un mot sur cette origine.
Interviewée en 1983 au sujet de sa position pour l'avortement, elle révèle qu'elle avait subi un avortement avant sa légalisation en 1967. Précédemment, en 1979, sa mère avait révélé qu'elle avait subi un avortement au début des années 1920.
En 1991, le magazine People désigne Ali MacGraw comme l'une de ses « 50 plus belles personnes » au monde. En 2008, c'est au tour du magazine GQ de la classer parmi  « Les 25 femmes les plus sexy du cinéma ».
En 1993, un incendie qui lui fait perdre tous ses effets consume sa maison de Malibu. Elle vit une année dans une maison de Bob Evans et ensuite s'installe dans une petite maison en pisé à Tesuque près de Santa Fe, au Nouveau-Mexique, pour aussi « fuir Malibu » mais toujours avec un terrier écossais.
En 2010 naît son petit-fils, Jackson, de Josh et de sa femme, la chanteuse Roxy Saint (en).
Ali est une militante pour les droits des animaux ; elle reçoit le Prix de l'Éducation Humaine par la Protection Animale du Nouveau-Mexique pour son investissement,,.
Devenue une adepte du hatha yoga au début de la cinquantaine, Ali MacGraw a produit une vidéo de yoga avec un maître américain, Ali MacGraw Yoga Mind and Body. L'impact de cette vidéo à succès était tel qu'en juin 2007, le magazine Vanity Fair a crédité MacGraw comme l'une des personnes responsables de la récente popularité de cette pratique aux États-Unis.
Elle s'investit également auprès de Ibu, un collectif de mode d'artisanat populaire basé à Charleston, qui s'approvisionne auprès de femmes artisanes dans 34 pays.

#### Conjoints
|                               | Mariage         | Divorce        | Enfant              |
| ----------------------------- | --------------- | -------------- | ------------------- |
| Robin Martin Hoen (1937-2016) | 24 octobre 1961 | 4 juillet 1962 | -                   |
| Robert Evans (1929-2019)      | 24 octobre 1969 | 7 juin 1973    | Joshua Evans (1971) |
| Steve McQueen (1930-1980)     | 13 juillet 1973 | 9 août 1978    | -                   |

## Filmographie

### Cinéma

#### Actrice
- 1968 : A Lovely Way to Die : Melody
- 1969 : Goodbye Columbus (Goodbye, Columbus) : Brenda Patimkin
- 1970 : Love Story (Love Story) d'Arthur Hiller : Jennifer Cavilleri
- 1972 : Guet-apens (The Getaway) : Carol Ainsley McCoy
- 1978 : Le Convoi (Convoy) de Sam Peckinpah : Melissa
- 1979 : Smash (Players) : Nicole Boucher
- 1980 : Just Tell Me What You Want de Sidney Lumet : Bones Burton
- 1985 : Le Domaine du crime (Murder Elite) : Diane Baker
- 1994 : Natural Causes : Fran Jakes
- 2001 : Glam : Lynn Travers

#### Productrice
- 1994 : Ali MacGraw: Yoga Mind & Body (vidéo)

### Télévision
- 1983 : Le Souffle de la guerre (The Winds of War) (feuilleton) : Natalie Jastrow
- 1983 : China Rose : Rose
- 1985 : Dynastie (Dynasty) (feuilleton) : Lady Ashley Mitchell (1985)
- 1992 : Survive the Savage Sea : Claire Carpenter
- 1993 : Gunsmoke: The Long Ride (en) : Tante Jane Merkel

## Distinctions

### Récompenses
- Golden Globes 1970 : révélation féminine de l'année pour Goodbye Columbus[25]
- Golden Globes 1971 : meilleure actrice pour Love Story[25]
- Golden Globes 1972 : Henrietta Award (World Film Favorite)[25]

### Nominations
- Oscars 1971 : Oscar de la meilleure actrice pour son rôle de Jenny dans Love Story[26]

## Publication
- (en) Moving Pictures: An Autobiography, 1991,  (ISBN 978-0553072709)[20] - (fr) Une Vie tremblée, J'ai lu, 1999, pp. 314,  (ISBN 9782277235361)